# René Peters (politicus)
Wilhelmus Petrus Henricus Johannes (René) Peters (Oss, 28 juli 1975) is een Nederlands bestuurder en politicus. Sinds 23 april 2024 is hij wethouder in de Hoeksche Waard. 

## Levensloop
Peters studeerde geschiedenis en de postdoctorale lerarenopleiding aan de Radboud Universiteit te Nijmegen. Namens het Christen-Democratisch Appèl (CDA) was hij van 2017 tot 2023 lid van de Tweede Kamer der Staten-Generaal. Daarvoor was hij leraar, bestuurder en wethouder in Oss. Tijdens de Tweede Kamerverkiezingen van 2017 was Peters op de derde plaats de hoogste binnenkomer op de kandidatenlijst van het CDA. Zijn maidenspeech op 21 juni 2017 ging over de zorg aan suïcidale jongeren. In de Tweede Kamer is Peters woordvoerder op de volgende terreinen: armoedebeleid, schuldhulpverlening, jeugdzorg, jeugdreclassering en kinderbescherming. Op 5 december 2023 nam hij afscheid van de Tweede Kamer.
Op 23 april 2024 is Peters benoemd tot wethouder in de Hoeksche Waard. Peters werd door het CDA voorgedragen als wethouder, nadat Joanne Blaak - van de Lagemaat aftrad vanwege gezondheidsredenen. Zijn portefeuilles zijn: zorg, volksgezondheid en gezondheidszorg, jeugd en jeugdzorg, welzijn en inclusieve samenleving. 
- Gemeinsame Normdatei: 135844223
- International Standard Name Identifier: 0000 0005 0261 0088
- Parlement.com: vk7of5pvkgyp
- Virtual International Authority File: 80292622